# Belgaum
Belgaum (kannada: ಬೆಳಗಾವಿ Belagaavi, marathi: बेळगांव Belgaon) és una ciutat i municipalitat de l'Índia a Karnataka, capital de la divisió de Belgaum, districte de Belgaum, subdivisió de Belgaum i taluka de Belgaum situada a 15° 52′ N, 74° 30′ E / 15.87°N,74.5°E, al peu de les muntanyes Sahyadri dels Ghats Occidentals a uns 779 metres d'altura i prop del riu Markandeya.. Té una població (2001) de 399.600 habitants (mes de mig milió estimació de 2007). El 1901 tenia 36.878 habitants incloent el "cantonemment" (a l'oest) i suburbis; la fortalesa està situada a l'est. El 1881 tenia 23.115 habitants. El nom és una anglicització de Belagaavi/Belgaon que al seu torn deriva del sànscrit Velugrama (Vila de bambú); en kannada "belagaavi" vol dir Cova Blanca (blanc = bela, cova = gavi). El govern de l'estat ha proposat el canvi de nom a Belagaavi però el govern de l'Índia s'hi oposa per no tenir prou consens (la zona està reclamada per l'estat de Maharashtra)

## Història
Des de vers 1160 la ciutat, anomenada Venugrama, fou capçalera d'una comarca coneguda per "Setanta" que fou la part conservada pels Ratta que havien perdut la resta (la part del districte coneguda com a Halsi o Dotze Mil) en lluita contra el rei hoysala Vishnuvardhana o Bitti Deva (1104-1141). La fortalesa de Belgaum fou construïda el 1204 pel general Bichiraja al servei de la dinastia dels Ratta (els Mahamandaleshwars de Saundarti del 875-1210) prop de Venugrama, nom llavors de la moderna Belgaum (capital dels Ratta del 1210 al 1250). El darrer rei dels Ratta, Lakshmideo II, fou enderrocat el 1250, per Vichana, el ministre i general del rei yadava Singhana II de Devagiri.
Els yadaves van perdre Belgaum el 1320 enfront del Khalji de Delji, però després del 1336 fou ocupada per Vijayanagar que la van conservar fins que els bahmànides el 1473 la van conquerir. Va passar als adilxàhides de Bijapur, un dels cinc sultanats en què es va dividir el sultanat bahmànida el 1518. El 1519 Bijapur va reforçar la fortalesa de Belgaum.
Bijapur va ser conquerit per l'Imperi Mogol el 1686 i Belgaum va passar a l'Imperi i fou concedit en jagir al nawab de Savanur que vers el 1754 la va perdre davant els marathes. El 1776 la regió fou saquejada per Haidar Ali de Mysore però el peshwa la va poder recuperar amb el suport dels britànics. El peshwa maratha va entrar en guerra contra els britànics i Belgaum fou assaltada el 1818 i va resistir 21 dies fins que els 1600 homes de la guarnició van capitular (van tenir 20 morts i 50 ferits); els britànics van tenir 11 morts i 12 ferits. Els estats del peshwa van passar a la Companyia Britànica de les Índies Orientals (1818) i entre ells Belgaum.
El 1835 la ciutat va ser escollida per capital de districte i el col·lector s'hi va instal·lar el 1838. El 1851 fou erigida en municipalitat. El 1947 va formar part de la província i després estat de Bombai i el 1960, en la reorganització lingüística fou transferida a Mysore (després rebatejat Karnataka el 1972). Era una base militar i va servir com rereguarda per la conquesta índia de Goa a l'Índia Portuguesa el 1961. El 2006 fou proposada com a segona capital de Karnataka degut a la reclamació del districte per Maharashtra, però la proposta no va tirar finalment endavant.